# Anchonobelus aries
Anchonobelus aries är en insektsart som beskrevs av Jacobi. Anchonobelus aries ingår i släktet Anchonobelus och familjen hornstritar. Inga underarter finns listade i Catalogue of Life.